# Vladykino (métro de Moscou)
Vladykino (en russe : Владыкино et en anglais : Vladykino) est une station de la ligne Serpoukhovsko-Timiriazevskaïa (ligne 9 grise) du métro de Moscou, située sur le territoire du raïon Otradnoïe dans le district administratif nord-est de Moscou.

## Situation sur le réseau
Établie en souterrain, à 11 mètres sous le niveau du sol, la station Vladykino est située au point 0104+52 de la ligne Serpoukhovsko-Timiriazevskaïa (ligne 9 grise), entre les stations Otradnoïe (en direction de Altoufievo) et Petrovsko-Razoumovskaïa (en direction de Boulvar Dmitria Donskogo).